# Отто Брунфельс
Отто Брунфельс (нім. Otto Brunfels, також відомий як Brunsfels або Braunfels) (вважається, що народився у 1488 році – 23 листопада 1534) — німецький теолог та ботанік. Карл Лінней зарахував його до числа «батьків ботаніки».

## Біографія
Після вивчення теології та філософії в Університеті Майнца Брунфельс вступив до картузіанського монастиря в Майнці, а згодом переселився до іншого картузіанського монастиря у Кенігсгофені поблизу Страсбурга. У Страсбурзі він познайомився з вченим юристом Ніколаусом Гербелем (вони зустрілися особисто у 1519 році). Гербель привернув увагу Брунфельса до цілющих властивостей рослин і тим самим дав поштовх до подальших ботанічних досліджень.

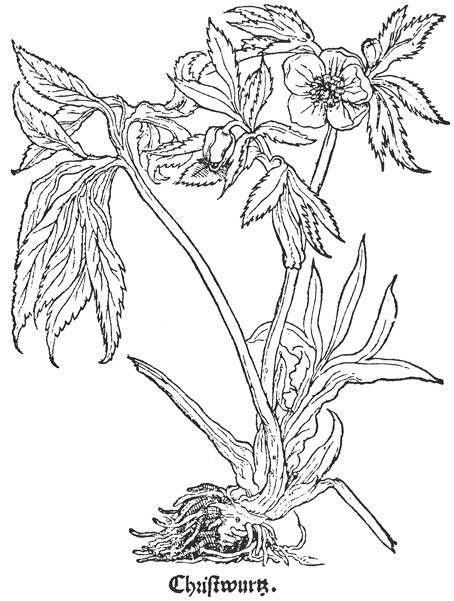
"Christwurz" (Helleborus niger) з книги Herbarum vivae eicones (1530–1536)

Після навернення до протестантизму (за підтримки Франца фон Зіккінгена та Ульріха фон Гуттена), за наполяганням декана Франкфурта Йоганна Індагіна, Брунфельс став священиком у Штайнау-ан-дер-Штрасе (1521), а пізніше в Ноєнбурзі-на-Рейні. Після цього він вісім років служив керівником школи кармелітів в Страсбурзі. 
В одній зі своїх праць він захищав Ульріха фон Гуттена від Еразма Роттердамського і опублікував рукописи зі спадщини Яна Гуса. «Catalogi virorum illustrium» Брунфельса 1527 року вважається першою книгою з історії євангельської церкви.
Після смерті його друга Ульріха фон Гуттена (1523 р.) релігійні погляди Брунфельса привели його до суперечки з Мартіном Лютером і Ульріхом Цвінглі. Згодом він почав вивчати медицину в Базельському університеті та у 1532 році отримав диплом доктора медицини. У тому ж році Брунфельс став міським лікарем (Stadtarzt) у Берні, де він залишався до кінця свого життя.
Окрім численних теологічних праць, Брунфельс опублікував трактати з педагогіки, арабської мови, фармацевтики, ентомології та ботаніки. Його часто називають «батьком ботаніки», оскільки у своїх ботанічних працях він спирався не тільки на античних авторів, але і на власні спостереження, та описував рослини відповідно до цих спостережень. Свої праці Herbarum vivae eicones (1530 та 1536, у трьох частинах) та Contrafayt Kräuterbuch (1532–1537, у двох частинах) Брунфельс доповнив гравюрами рослин (автор Ганс Вайдітц), які він сам знайшов під час своїх ботанічних досліджень, підписані німецькими народними назвами. Однак Дуейн Айзелі приписує значну частину популярності Брунфельса Вайдіцу, чиї гравюри на дереві встановили новий технічний стандарт і були виконані з натури, а не скопійовані з попередніх робіт. Брунфельс також представив інформацію про німецькі рослини, яких немає у Діоскорида, і описав їх незалежно від їх медичної цінності, хоча описи є досить недоскналими.
На честь Отто Брунфельса названо рід рослин Brunfelsia родини Пасльонові.

## Публікації
- Othonis Brvnfelsii Pro Vlricho Hutteno defuncto ad Erasmi Roter. Spongiam Responsio (1523)
- Processus consistorialis Martyrii Io. Huss (1524); Німецьке видання: Geistl. Bluthandel Iohannis Hussz zu Constenz (1524 або 1525)
- Pandectarum Veteris et Novi Testamenti (1527)
- Catalogi virorum illustrium veteris et novi testamenti (1527)
- Catechesis puerorum in fide, in literis et in moribus (1529)
- Herbarum vivae eicones, 3 Bde. (1530–36)
- Catalogus illustrium medicorum seu de primis medicinae scriptoribus (1530)
- Iatron medicamentorum simplicium (1533)
- Contrafayt Kreüterbuch (mit naturgetreuen Abb. v. Hans Weiditz), 2 Vols., (1532–1537)
- Onomastikon medicinae, continens omnia nomina herbarum, fruticum etc. (1534)
- Epitome medices, summam totius medicinae complectens (1540)
- In Dioscoridis historiam plantarum certissima adaptatio (1543)
- Von allerhandt apotheckischen Confectionen, Lattwergen, Oel, Pillulen, Träncken, Trociscen, Zucker scheiblein, Salben unnd Pflastern etc. : wie, wenn und warzu man jeses brauchen soll. Gülfferich, Frankfurt am Main (1552)